# 金恩持
金恩持（キム・ウンジ、김은지、2007年5月27日 - ）は、韓国の囲碁棋士。ソウル市出身、韓国棋院所属、九段。蘭雪軒杯全国女子囲碁大会3連覇、女子棋聖戦優勝など。

## 経歴
6歳の時に囲碁を学び、7歳から張秀英囲碁教室に通う。2015年にSBSテレビ「英才発掘団」に天才囲碁少女として出演。2018-19年にハリム杯全国女流アマ国手戦で2連覇。2020年に初段となり、当時の最年少プロ棋士となる。
2020年韓国女子囲碁リーグに三陟市チームで出場。同年呉清源杯世界女子囲碁選手権出場、二段。9月にオンライン棋戦の対局でAIソフトを使用していたことが判明し、韓国棋院より1年間の資格停止処分を下された。
2022年、三段、四段、議政府国際囲碁新鋭団体戦に韓国チームとして出場、YK建機杯リーグにスポンサーシードとして出場。IBK企業銀行杯女子囲碁マスターズベスト4、未来女帝最強戦で棋戦初優勝、蘭雪軒杯全国女子囲碁大会優勝しこれにより五段昇段、女子棋聖戦決勝で崔精に0-2で敗れ準優勝。同年94勝45敗の成績で、従来の睦鎮碩の記録を破って年間最多勝記録を更新。
2023年に日本の仲邑菫と日韓天才少女対決三番勝負を行い、2-0で勝利。同年ルーキー囲碁英雄戦優勝、名人戦ベスト4、海成女流棋聖決勝三番勝負で崔精に2勝1敗とし優勝、これにより入段から3年11ヶ月の最短での九段昇段、および16歳6か月で最年少の九段昇段となった。
2024年安東市白岩杯囲碁オープン最強戦ベスト4、ハナ銀行MZ囲碁スーパーマッチベスト4、クラウン・ヘテ杯ベスト8、河燦錫国手杯英才最強戦準優勝、蘭雪軒杯3連覇。
韓国囲碁棋士ランキングでは2022年に75位、2024年9月27位。中国女子囲棋リーグには2020年に上海チームで出場、2023年には甲級昇格して出場。

### タイトル歴
- ヒョリム未来女帝最強戦 2022年
- 蘭雪軒杯全国女子囲碁大会 2022-24年
- ルーキー囲碁英雄戦 2023年
- 海成女流棋聖戦 2023年

### 他の成績
国際棋戦
- 議政府国際囲碁新鋭団体戦 2022年 2-0（×周泓余、○林鈺娗、○仲邑菫）
- アジア競技大会 2023年女子団体戦準優勝
- 呉清源杯　2024年ベスト4
- 韓中日天才少女三国志 2024年優勝（○仲邑菫、○呉依銘）[9]

国内棋戦、その他
- YK建機杯 2022年リーグ 1-8
- Dr.G 女子最高棋士決定戦 2023、24年準優勝
  - 2022年リーグ 4-3
- IBK企業銀行杯女子囲碁マスターズ 2023年準優勝
- 河燦錫国手杯英才最強戦 2024年準優勝
- 韓国女子囲碁リーグ
  - 2020年（三陟海上ケーブルカー）6-8
  - 2022年（繊繊麗水）9-5
  - 2023年（麗水世界博覧会）11-2（最多勝）
  - 2024年（麗水世界博覧会）
- GGオークション杯女流対シニア連勝対抗戦
  - 2022年 1-1（○劉昌赫、×徐武祥）
  - 2023年 2-1（○安祚永、○金燦佑、×白大鉉）
  - 2024年 2-1（○劉昌赫、○李昌鎬、×崔明勲）
- ニュースピムGAM杯女子囲碁最強戦 2022年 2-0（○呉侑珍、○金彩瑛）
- 中国全国囲棋選手権戦女子団体戦・甲級リーグ戦
  - 2020年（上海清一）6-1
  - 2023年甲級（上海清一）7-1
  - 2024年甲級（上海清一）

## 注
1. ↑  SBS「김은지, 바둑 7단 일본인과 한일 대결...결과는?」2015.3.25
2. ↑  韓国棋院「‘12세 소녀’ 김은지, 아마여자국수 2연패」2019.6.17
3. ↑  韓国棋院「김은지ㆍ박소율ㆍ유주현, 2020년 첫 프로입단 성공」2020.1.10
4. ↑  韓国棋院「한국기원, 인공지능 사용 적발 김은지에게 자격정지 1년 처분」2022.11.20
5. ↑  韓国棋院「‘15세 소녀’ 김은지, 연간 최다승 기록 경신」2022.12.28
6. ↑  韓国棋院「김은지, 스미레 꺾고 한ㆍ일 천재 소녀 등극」2023.1.4
7. ↑  TBS「日韓の囲碁若手プロ棋士が対決　仲邑3段が敗れる」2023.1.4
8. ↑  韓国棋院「김은지, 드디어 여자기성전 손안에」2023.12.19
9. ↑  韓国棋院「김은지, 한중일 최고 천재소녀 등극!」2024.1.4